# Слоповий
Сло́повий —  село в Україні, в Закарпатській області, Хустському районі. Входить до складу Довжанської сільської громади.
Населення становить 105 осіб (станом на 2001 рік).
Село розташоване за 25,5 км від районного центру Хуст та за 113 км від обласного центру Ужгород.
Біла села протікає струмок Ліпце.
Найближчі населені пункти: Каллів, Липецька Поляна, Ожоверх.

## Історія

### Перша згадка
Перша писемна згадка про це село, датується 1653 роком.
Приводом для публікації стало призначення мукачівським єпископом першого священнослужителя.

### Виникнення села
Основним заняттям місцевих селян було скотарство. Слоповий виник на місцях зимівників (критих кошар для овець та кіз, яких утримували недалеко від полонин взимку).
Багата тут народна творчість і казкові сюжети про добрих велетнів, про заховане опришками золото тощо.
Література:
- Федака С. Населені пункти і райони Закарпаття. Історично-географічний довідник. - Ужгород : Видавництво Поліграфцентр "Ліра", 2014 р. - 264 ст. - ISBN 978-617-596-158-2

Посилання:
- https://books.google.com.ua/books?id=w4xGBAAAQBAJ&printsec=frontcover&hl=ru&source=gbs_ge_summary_r&cad=0#v=onepage&q&f=false

## Географія
Протяжність кордонів села Слоповий з півночі на південь 350 м із заходу на схід 516 м.
Посилання:
https://uz.2ua.org/slopovyi/mapa/

### Вулиці з поштовим індексом 90449
1. Лісна вул.

Посилання:
- https://postcode.in.ua/ua/codes/city/6n2

## Адміністрація
10.12.2020 рік - Гобан Ольга Василівна, староста сіл Липецька Поляна, Слоповий,  Ожоверх,  Каллів.
Посилання:
- https://dovzhanska-gromada.gov.ua/docs/717437/